# Bioszféra-rezervátum

A bioszféra-rezervátumok eloszlása országonként (2013)

A bioszféra-rezervátumok az UNESCO Ember és bioszféra programjával (Programme on Man and the Biosphere (MAB)) létrehozott természetvédelmi rendeltetésű területek.

## Célja, feladatai
A bioszféra-rezervátumok világhálózatának irányelveit és a hálózatban szereplő területeket is az UNESCO határozta meg.
A világhálózat alapító okirata szerint a fő cél, hogy „előmozdítsák és bemutassák az ember és a bioszféra kiegyensúlyozott kapcsolatát”. Az ökológiai rendszer sokszínűségének bemutatása érdekében a listára szárazföldi, vízparti és a tengeri ökoszisztémákat is felvettek. Fő feladataik:
- a terület természeti értékeinek, táj-, faj- és genetikai diverzitásának megőrzése,
- a fenntartható fejlődés biztosítása és
- az ezt célzó oktató- és kutatómunka.

Különleges módszerrel igyekeznek a természeti értékeket megőrizni és egyúttal a fenntartható gazdasági fejlődést kiépíteni.

## Szerkezete
A bioszféra-rezervátum főleg abban különböznek a többi természetvédelmi rezervátumtól, hogy nem szeparálják el a gazdaságilag hasznosított területektől, nem törekszenek valamiféle „érintetlen” állapot visszaállítására, illetve megőrzésére. Feladata éppen hogy az ember és a természet együttélése, a környezetbarát gazdálkodás lehetővé tétele, illetve kialakítása.
A bioszféra-rezervátumok területét három övezetre osztják. A külső az úgynevezett „puffer” zóna, ahol a táj adottságait kihasználva gazdálkodnak. Az átmeneti zónára is jellemző az emberi jelenlét, de azt szigorúan korlátozzák. A legbelső, legértékesebb zóna a rezervátum magterülete, ahol minden gazdasági tevékenység tilos; a legfontosabb feladat a természeti értékek megőrzése.

## Működése
A természetközeli ökológiai rendszert megőrzéssel, fejlődéssel és oktatással igyekeznek fenntartani, és ehhez egy sajátos, hármas rendszert vesznek figyelembe. Próbálják:
- az adott tájegység növény- és állatvilágát a lehető legteljesebben megőrizni,
- a gazdasálkodás (földművelés) hagyományosan használt módszereit beépítve a korszerű, fenntartható gazdasági fejlődést támogatni,
- a természetvédelmi kutatást és eredményeinek az oktatásba és az iskolán kívüli ismeretterjesztő programokba beépítését erőteljesen támogatni.

Mindennek érdekében a bioszféra-rezervátumokat 3 övezetre osztják: a külső az úgynevezett „puffer” zóna, itt folyik a gazdálkodás a táji jellegek kihasználásával. Egy szinttel beljebb van az átmeneti zóna, ahol szigorúan korlátozzák az emberi jelenlétet, majd jön a legbelső, a rezervátum magterülete. Itt semmilyen gazdasági tevékenységet nem lehet folytatni, az egyetlen és legfontosabb feladat a természeti értékek megőrzése.

## A bioszféra-rezervátumok listája
A Bioszféra-rezervátumok Világhálózatát (World Network of Biosphere Reserves) a Sevillában megrendezett Bioszféra-rezervátumok Nemzetközi Konferenciáján alapították meg 1995-ben. A hálózathoz 120 országban 651 terület tartozik (2015).
A számos tételt felsoroló lista olyan, nemzetközileg elismert szárazföldi, tengerparti és tengeri ökoszisztémákat foglal magába, amelyeket az emberiség szeretne:
- egyrészt azok eredeti formájában az utókorra hagyni,
- másrészt ezeket egyfajta élő laboratóriumként e rendszerek tanulmányozására használni.

131 országban összesen  727 területet nyilvánítottak bioszféra-rezervátummá úgy, hogy ezek közül 22 országhatárokon is átnyúlik Ennek egyik példája a Szlovákiába is átnyúló Aggteleki Bioszféra-rezervátum, amelynek magyarországi része az Aggteleki Nemzeti Parkkal gyakorlatilag azonos.

### Afrika
- Algéria
  - Taszilin-Ádzser (1986)
  - El Kala Bioszféra-rezervátum (1990)
  - Djurdjura (1997)
  - Chrea Nemzeti Park 2002
  - Taza Bioszféra-rezervátum 2004
  - Gouraya Nemzeti Park 2004
- Bissau-Guinea
  - Boloma Bijagós
- Benin
  - Pendjari
- Burkina Faso
  - Mare aux Hippopotames Bioszféra-rezervátum
- Dél-Afrika
  - Cape West Coast Bioszféra-rezervátum (2000)
  - Kogelberg Bioszféra-rezervátum (1998)
  - Kruger to Canyons Bioszféra-rezervátum (2001)
  - Waterberg Bioszféra-rezervátum (2001)
- Elefántcsontpart
  - Taï Nemzeti Park
  - Comoé Nemzeti Park
- Egyiptom
  - Omayed Bioszféra-rezervátum
  - Wadi Allaqi
- Gabon
  - Ipassa-Makokou Bioszféra-rezervátum
- Ghána
  - Bia Bioszféra-rezervátum
- Guinea
  - Nimba-hegy Természeti Rezervátum, 1980
  - Ziama-masszívum, 1980
  - Badiar, 2002
  - Felső-Niger, 2002
- Kamerun
  - Waza Nemzeti Park, 1979
  - Benoué Bioszféra-rezervátum, 1981
  - Dja Bioszféra-rezervátum, 1981
- Kenya
  - Mount Kenya Nemzeti Park, 1978
  - Kulal-hegy, 1978
  - Malindi-Watamu Bioszféra-rezervátum, 1979
  - Kiunga Bioszféra-rezervátum, 1980
  - Amboseli Nemzeti Rezervátum, 1991
  - Elgon-hegy, 2003
- Kongói Demokratikus Köztársaság
  - Yangambi Bioszféra-rezervátum, 1976
  - Luki Bioszféra-rezervátum, 1976
  - Lufira, 1982
- Kongói Köztársaság
  - Odzala Bioszféra-rezervátum
  - Dimonika Bioszféra-rezervátum
- Közép-afrikai Köztársaság
  - Basse-Lobaye
  - Bamingui-Bangoran
- Madagaszkár
  - Észak-Mananara Bioszféra-rezervátum, 1990
  - Sahamalaza-Iles Radama, 2001
  - Toliara-part, 2003
- Malawi
  - Mount Mulanje Bioszféra-rezervátum, 2000
  - Lake Chilwa Wetland, 2006
- Mali
  - Boucle du Baoulé
- Marokkó
  - Arganeraie
  - Dél-Marokkó oázisai
- Mauritius
  - Macchabee/Bel Ombre
- Niger
  - Aïr és Ténéré Bioszféra-rezervátumok
- Nigéria
  - Omo
- Ruanda
  - Volcanoes Nemzeti Park
- Srí Lanka
  - Hurulu, 1977
  - Sinharaja, 1978
  - Kanneliya-Dediyagala-Nakiyadeniya (KDN), 2004
  - Bundala, 2005
- Szenegál
  - Samba Dia Bioszféra-rezervátum, 1979
  - Saloum-delta Nemzeti Park, 1980
  - Niokolo-Koba Nemzeti Park, 1981
- Szudán
  - Dinder Nemzeti Park
  - Radom Nemzeti Park
- Tanzánia
  - Manyara-tó, 1981
  - Serengeti Nemzeti Park-Ngorongoro Természetvédelmi Terület, 1981
  - Kelet-Usambara, 2000
- Tunézia
  - Djebel Bou-Hedma Nemzeti Park, 1977
  - Djebel Chambi, 1977
  - Ichkeul Nemzeti Park, 1977
  - Zembra és Zembretta szigetei, 1977
- Uganda
  - Queen Elizabeth Nemzeti Park
  - Elgon-hegy
- Határokon átnyúló bioszféra-rezervátumok
  - "W" Nemzeti Park (Benin, Burkina Faso és Niger)
  - Sénégal folyó deltája (Mauritánia és Szenegál)
  - Intercontinental BR of the Mediterranean (Marokkó, Spanyolország), 2006

### Amerika
- Amerikai Egyesült Államok

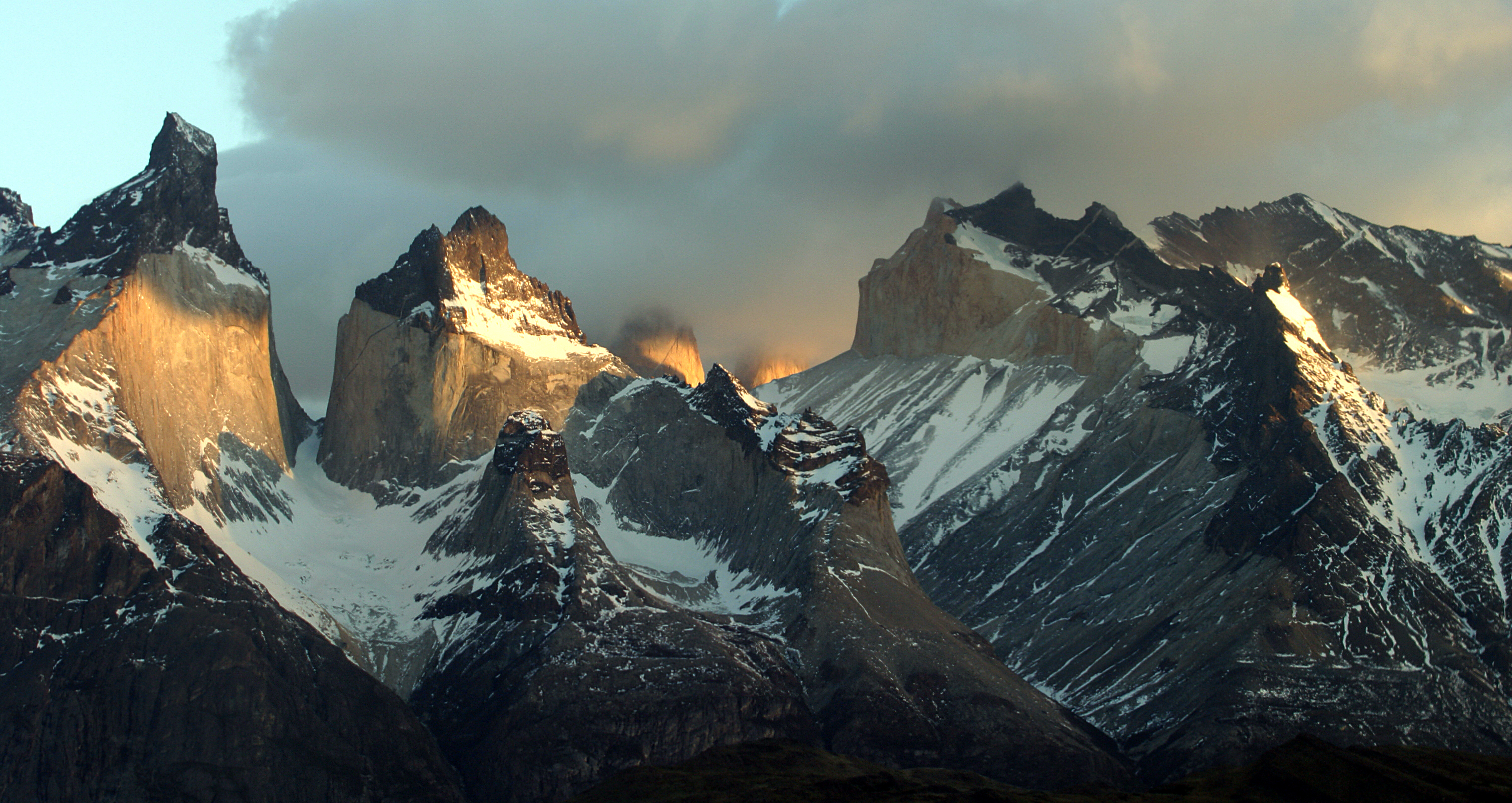
Torres del Paine Nemzeti Park, Chile

  - Aleutian-szigetek Nemzeti Vadvédelmi Terület (1976)
  - Big Bend Nemzeti Park (1976)
  - Cascade Head (1976)
  - Central Plains Kísérleti Terület (1976)
  - California Channel Islands (1976)
  - Coram Kísérleti Erdő (1976)
  - Denali Nemzeti Park (1976)
  - Desert Bioszféra-rezervátum (1976)
  - Everglades & Dry Tortugas (1976)
  - Fraser Kísérleti Erdő (1976)
  - Glacier Nemzeti Park (1976)
  - H. J. Andrews Kísérleti Erdő (1976)
  - Hubbard Brook Kísérleti Erdő (1976)
  - Jornada Bioszféra-rezervátum (1976)
  - Luquillo Bioszféra-rezervátum (1976)
  - Noatak Bioszféra-rezervátum (1976)
  - Olympic-hegység Nemzeti Park (1976)
  - Organ Pipe Cactus Nemzeti Emlékhely (1976)
  - Rocky Mountain Nemzeti Park (1976)
  - San Dimas Kísérleti Erdő (1976)
  - San Joaquin Bioszféra-rezervátum (1976)
  - Sequoia Nemzeti Park-Kings Canyon Nemzeti Park (1976)
  - Stanislaus-Tuolumne Kísérleti Erdő (1976)
  - Three Sisters Vadon (1976)
  - Virgin-szigetek Nemzeti Park (1976)
  - Yellowstone Nemzeti Park (1976)
  - Beaver Creek Kísérleti Vízgyűjtő (1976)
  - Konza préri (1978)
  - Niwot hegyhát (1979)
  - Michigani Egyetem Biológiai Kutatóállomása (1979)
  - Virginia Coast Rezervátum (1979)
  - Hawaii-szigetek Bioszféra-rezervátum (1980)
  - Isle Royale Nemzeti Park (1981)
  - Big Thicket Nemzeti Preserve (1981)
  - Guánica Bioszféra-rezervátum (1981)
  - California Coast Ranges Bioszféra-rezervátum (1983)
  - Central Gulf Coast Plain Bioszféra-rezervátum (1983)
  - South Atlantic Coastal Plain Bioszféra-rezervátum (1983)
  - Mojave and Colorado Deserts Bioszféra-rezervátum (1984)
  - Carolinian-South Atlantic Bioszféra-rezervátum (1986)
  - Glacier Bay-Admiralty Island (1986)
  - Golden Gate Bioszféra-rezervátum (1988)
  - New Jersey Pinelands (1988)
  - Southern Appalachian Bioszféra-rezervátum (1988)
  - Champlain-Adirondack Bioszféra-rezervátum (1989)
  - Mamut-barlang Nemzeti Park (1990; expanded 1996)
  - Land Between The Lakes Area (1991)
  - Grandfather Mountain (1992)
- Argentína
  - Parque Atlantico Mar Chiquito, 1996
  - Parque Costero del Sur
  - Reserva Ecologica de Nacunan
  - Reserva Natural de Vida Silvestre "Laguna Blanca"
  - San Guillermo Bioszféra-rezervátum
  - Laguna de Pozuelos Bioszféra-rezervátum
  - Reserva de la Biosfera de Yaboti
  - Las Yungas Bioszféra-rezervátum
  - Laguna Oca del Río Paraguay Bioszféra-rezervátum
  - Delta del Paraná
  - Riacho Teuquito
- Bolívia
  - Pilón-Lajas Bioszféra-rezervátum, 1977
  - Ulla Ulla Bioszféra-rezervátum, 1977
  - Beni Bioszféra-rezervátum, 1986
- Brazília
  - Atlanti-óceáni Esőerdő Rezervátum (Mata Atlântica), 1993
  - Cerrado Bioszféra-rezervátum, 1993
  - Pantanal Bioszféra-rezervátum, 2000
  - Caatinga Bioszféra-rezervátum, 2001
  - Közép-amazóniai Esőerdő Bioszféra-rezervátum, 2001
  - Espinhaço Range, 2005
- Chile
  - Araucarias Bioszféra-rezervátum, 1983
  - Cabo de Hornos Bioszféra-rezervátum, 2005
  - Fray Jorge Nemzeti Park, 1977
  - Juan Fernández-szigetek Nemzeti Park, 1977
  - La Campana-Peñuelas, 1984
  - San Rafael-lagúna Nemzeti Park, 1979
  - Lauca, 1981
  - Torres del Paine Nemzeti Park, 1978
- Costa Rica
  - Talamanca Természetvédelmi Terület - La Amistad Nemzeti Park
  - Cordillera Volcánica Central
- Dominikai Köztársaság
  - Lago Enriquillo Nemzeti Park
- Ecuador
  - Galápagos-szigetek, 1984
  - Yasuni Nemzeti Park, 1989
  - Sumaco Bioszféra-rezervátum, 2000
- Guatemala
  - Maya Bioszféra-rezervátum
  - Sierra de las Minas
- Honduras
  - Río Plátano Bioszféra-rezervátum
- Kanada
  - Charlevoix Bioszféra-rezervátum, 1988
  - Clayoquot Sound Bioszféra-rezervátum, 2000
  - Georgian Bay Littoral, 2004
  - Saint-Pierre-tó, 2000
  - Long Point Bioszféra-rezervátum, 1986
  - Mont Saint-Hilaire, 1978
  - Mount Arrowsmith, 2000
  - Niagara Escarpment Bioszféra-rezervátum, 1990
  - Redberry-tó Bioszféra-rezervátum, 2000
  - Riding Mountain, 1986
  - Délnyugat-Nova, 2001
  - Thousand Islands - Frontenac Arch Bioszféra-rezervátum, 2002
  - Waterton-tavak Nemzeti Park, 1979
- Kolumbia
  - Cinturón Andino, 1979
  - El Tuparro, 1979
  - Sierra Nevada de Santa Marta, 1979
  - Ciénaga Grande de Santa Marta, 2000
  - Seaflower, 2000
- Kuba
  - Sierra del Rosario Bioszféra-rezervátum established (1984)
  - Alejandro de Humboldt Nemzeti Park (1987)
  - Península de Guanahacabibes (1987)
  - Baconao Bioszféra-rezervátum (1987)
  - Ciénaga de Zapata Nemzeti Park (2000)
  - Buenavista Bioszféra-rezervátum (2000)
- Mexikó
  - Alto Golfo de California (1993)
  - Arrecife Alacranes, Yucatán (2006)
  - Banco Chinchorro Bioszféra-rezervátum, Quintana Roo (2003)
  - Barranca de Metztilan, Hidalgo (2006)
  - Calakmul Bioszféra-rezervátum, Campeche (1993)
  - Chamela-Cuixmala (2006)
  - Cuatrociénegas, Coahuila (2006)
  - Cumbres de Monterrey, Új-León (2006)
  - El Cielo (1986)
  - El Triunfo (1993)
  - El Vizcaíno, Alsó-Kalifornia (1993)
  - Huatulco, Oaxaca (2006)
  - Kaliforniai-öböl Szigetei Bioszféra-rezervátum (1995)
  - La Encrucijada, Chiapas (2006)
  - La Michilía (1977)
  - La Primavera, Jalisco (2006)
  - La Sepultura, Chiapas (2006)
  - Laguna Madre and Río Bravo-delta, Tamaulipas (2006)
  - Los Tuxtlas, Veracruz (2006)
  - Maderas del Carmen, Coahuila (2006)
  - Mapimí, Durango (1977)
  - Mariposa Monarca, Michoacán (2006)
  - Montes Azules (1979)
  - Pantanos de Centla, Tabasco (2006)
  - Ría Celestún Bioszféra-rezervátum (2004)
  - Ría Lagartos (2004)
  - Selva El Ocote, Chiapas (2006)
  - Sian Ka’an Bioszféra-rezervátum, Quintana Roo (1986)
  - Sierra de Huautla, Morelos (2006)
  - Sierra de Manantlán (1988)
  - Sierra Gorda Bioszféra-rezervátum, Querétaro (2001)
  - Sierra La Laguna Bioszféra-rezervátum, Déli-Alsó-Kalifornia (2003)
  - Sistema Arrecifal Veracruzano, Veracruz (2006)
  - Tacaná, Chiapas (2006)
- Nicaragua
  - Saslaya Nemzeti Park
  - Río San Juan
- Panama
  - Darien Nemzeti Park
  - Talamanca Természetvédelmi Terület - La Amistad Nemzeti Park
- Paraguay
  - Bosque Mbaracayú Bioszféra-rezervátum
  - El Chaco
- Peru
  - Huascarán Nemzeti Park, 1977
  - Manú Nemzeti Park, 1977
  - Noroeste Bioszféra-rezervátum, 1977
- Uruguay
  - Bañados del Este Bioszféra-rezervátum
- Venezuela
  - Alto Orinoco-Casiquiare Bioszféra-rezervátum

### Ázsia
- Dél-Korea
  - Szorakszan Nemzeti Park
  - Csedzsu-sziget
- Észak-Korea
  - Pektu-hegy
  - Kuvol-hegy
- Fülöp-szigetek
  - Puerto Galera
  - Palawan
- India
  - Nilgiri Bioszféra-rezervátum
  - Nanda Devi Nemzeti Park
  - Sundarbans Bioszféra-rezervátum

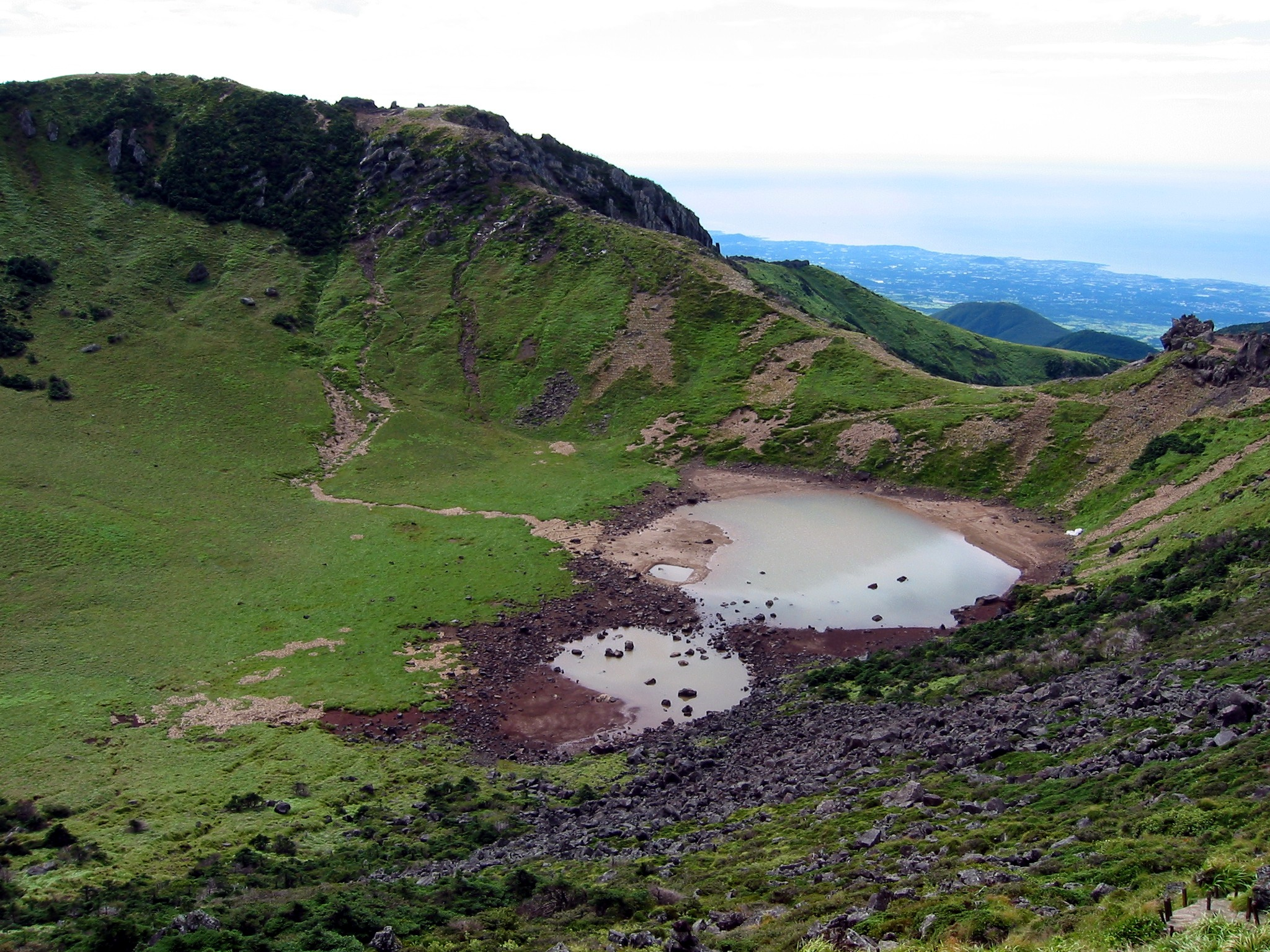
Krátertavak a dél-koreai Jeju-szigeten

  - Gulf of Mannar Bioszféra-rezervátum
- Irán
  - Arasbaran, 1976
  - Arjan, 1976
  - Geno, 1976
  - Golestan, 1976
  - Hara, 1976
  - Kavir, 1976
  - Urumiyeh-tó, 1976
  - Miankaleh, 1976
  - Touran, 1976
- Izrael
  - Karmel-hegy
- Japán
  - Hakusan-hegy, 1980
  - Odaigahara-hegy és Omine-hegy, 1980
  - Shiga Highland, 1980
  - Yakushima-sziget, 1980
- Jemen
  - Socotra-szigetek
- Jordánia
  - Dana (város)
- Kambodzsa
  - Tonle Sap
- Kína
  - Baishuijiang
  - Baotianman
  - Bogeda
  - Changbaishan
  - Dalai-tó
  - Dinghushan
  - Fanjingshan
  - Fenglin
  - Foping
  - Gaoligong Mountain
  - Huanglong Történelmi és Nemzeti Park
  - Jiuzhaigou-völgy Történelmi és Nemzeti Park
  - Maolan
  - Nanji-szigetek
  - Qomolangma
  - Saihan Wula
  - Shankou Mangrove
  - Shennongjia
  - Tianmushan
  - Wolong
  - Wudalianchi
  - Wuyishan
  - Xilin Gol
  - Xishuangbanna
  - Yading
  - Yancheng
- Kirgizisztán
  - Sary-Chelek
  - Issyk Kul
- Libanon
  - Shouf
- Mongólia
  - Nagy Góbi, 1990
  - Boghd Khan Uul, 1996
  - Uvsz-tó-medence, 1997
  - Hustai Nuruu, 2002
  - Dornod Mongol, 2005
- Pakisztán
  - Lal Suhanra
- Thaiföld
  - Sakaerat 1976
  - Huay Tak 1977
  - Mae Sa–Huay Kog Ma 1977
  - Ranong Bioszféra-rezervátum, 1997
- Törökország
  - Camili
- Türkmenisztán
  - Repetek Bioszféra-rezervátum, 2009
- Üzbegisztán
  - Chatkal National Park
- Vietnám
  - Cat Ba-sziget, 2004
  - Cat Tien Nemzeti Park, 2001
  - A Vörös folyó deltája, 2004
  - Can Gio Mangrove, 2000
  - Kien Giang, 2006

### Európa
- Ausztria
  - Gossenkölle-tó, 1977
  - Gurgler-gerinc, 1977
  - Lobau, 1977
  - Fertő, 1977

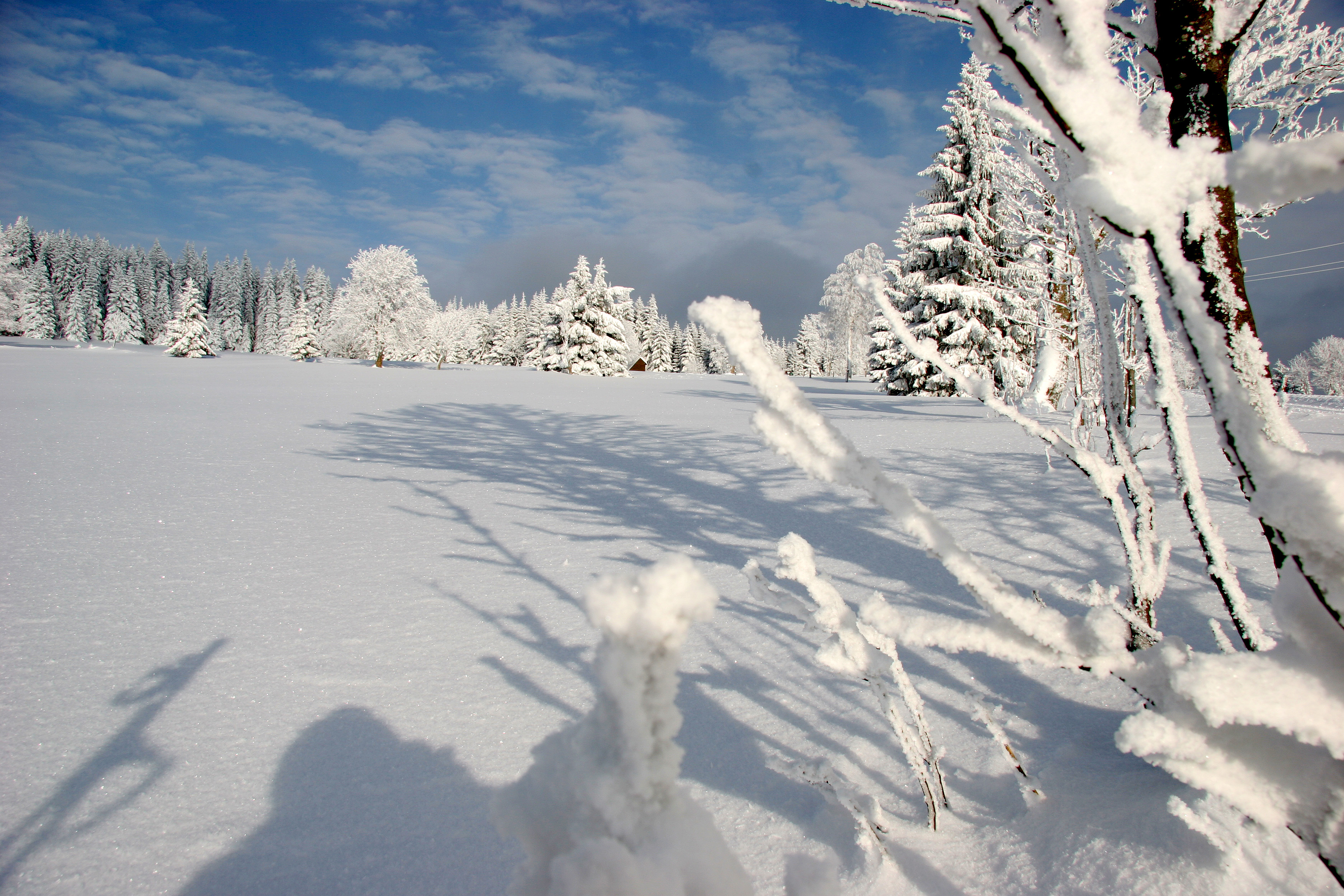
Sumava
Csehország

  - Grosses Walsertal Bioszféra-rezervátum, 2000
  - Bécsi-erdő, 2005
- Bulgária
  - Steneto, 1977
  - Alibotouch Bioszféra-rezervátum, 1977
  - Bistrichko Branichté Bioszféra-rezervátum, 1977
  - Boitine Bioszféra-rezervátum, 1977
  - Djendema Bioszféra-rezervátum, 1977
  - Doupkata Bioszféra-rezervátum, 1977
  - Doupki-Djindjiritza Bioszféra-rezervátum, 1977
  - Kamtchia Bioszféra-rezervátum, 1977
  - Koupena Bioszféra-rezervátum, 1977
  - Mantaritza Bioszféra-rezervátum, 1977
  - Ouzounboudjak Bioszféra-rezervátum, 1977
  - Parangalitza, 1977
  - Srebarna Bioszféra-rezervátum, 1977
  - Tchervenata sténa, 1977
  - Tchoupréné Bioszféra-rezervátum, 1977
  - Tsaritchina, 1977
- Csehország
  - Krivoklátsko Bioszféra-rezervátum, 1977
  - Trebon-medence, 1977
  - Alacsony-Morava Bioszféra-rezervátum, 2003
  - Palava, 1986, extended and renamed in 2003
  - Sumava Bioszféra-rezervátum, 1990
  - Fehér-Kárpátok Bioszféra-rezervátum, 1996
- Dánia
  - Északkelet-Grönland
- Egyesült Királyság
  - Beinn Eighe Bioszféra-rezervátum, 1976
  - Braunton Burrows, 1976
  - Cairnsmore of Fleet, 1976
  - Dyfi, 1976
  - Loch Druidibeg Bioszféra-rezervátum, 1976
  - Moor House - Upper Teesdale, 1976
  - North Norfolk Coast, 1976
  - Silver Flowe - Merrick Kells, 1976
  - Taynish Bioszféra-rezervátum, 1977
- Észtország
  - Nyugat-észtországi szigetek Bioszféra-rezervátum
- Fehéroroszország
  - Berezina Preserve a Berezina folyónál (1978)
  - Belavezsszkaja Puscsa Nemzeti Park (1993)
  - Pribuzhskoye-Polesie Bioszféra-rezervátum (2004)
- Finnország
  - Észak-Karélia
  - Sea-szigetek Nemzeti Park
- Franciaország
  - Mer d'Iroise Bioszféra-rezervátum
  - Pays de Fontainebleau
  - Mont Ventoux
  - Cévenneki Nemzeti Park
  - Camargue Bioszféra-rezervátum
  - Vosges du Nord
  - Archipel de la Guadeloupe
  - Atoll de Taiaro
  - Vallée du Fango
  - Lubéron
- Görögország
  - Samaria Gorge
  - Olympus
- Hollandia
  - Waddensea Area
- Horvátország
  - Velebit Mountain
- Írország
  - North Bull-sziget
  - Killarney Nemzeti Park
- Lengyelország
  - Babia Gora Bioszféra-rezervátum – 1976 óta (státuszát 1997-ben elvesztette, majd 2001-ben visszanyerte)
  - Białowieżai Nemzeti Park – 1976
  - Luknajno-tó – 1976
  - Slowinski Nemzeti Park – 1976
  - Kampinos Nemzeti Park – 2000
  - Nyugat-Poléziai Bioszféra-rezervátum – 2002
  - Krkonose/Karkonosze-hegység – 2002 (Lengyelország, Csehország)
  - Kelet-kárpáti bioszféra-rezervátum(wd) Lengyelország, Szlovákia és Ukrajna)
  - Tátra, Lengyelország, Szlovákia
- Lettország
  - North Vidzeme Bioszféra-rezervátum
- Magyarország
  - Aggteleki Bioszféra-rezervátum, 1979
  - Hortobágyi Bioszféra-rezervátum, 1979
  - Kiskunsági Bioszféra-rezervátum, 1979
  - Fertő tavi Bioszféra-rezervátum, 1979
  - Pilisi bioszféra-rezervátum, 1980
  - Mura–Dráva–Duna Bioszféra-rezervátum, (TBR: határokon átnyúló Horvátországgal) 2012[2]
- Montenegró
  - Tara folyó medencéje
- Németország
  - Elba-Brandenburg Folyammenti Bioszféra-rezervátum, 1979
  - Vessertal – Türingiai-erdő, 1979
  - Bajor Erdő Bioszféra-rezervátum, 1981
  - Berchtesgadeni Alpok, 1990
  - Wadden-tó, Schleswig-Holstein, 1990
  - Schorfheide-Chorin bioszféra-rezervátum, 1990
  - Spree-erdő Bioszféra-rezervátum, 1991
  - Rügen Nemzeti Park, 1991
  - Rhön Bioszféra-rezervátum, 1991
  - Wadden-tó Alsó-Szászországban, 1992
  - Wadden-tó Hamburgnál, 1992
  - Oberlausitzer, 1996
  - Schaal-tó Bioszféra-rezervátum, 2000
- Olaszország
  - Collemeluccio-Montedimezzo, 1977
  - Circeo Bioszféra-rezervátum, 1977
  - Miramare Bioszféra-rezervátum, 1979
  - Cilento és Vallo di Diano Nemzeti Park, 1997
  - Somma-Vesuvio and Miglio d'Oro, 1997
  - Valle del Ticino, 2002
  - Toszkán-szigetek Bioszféra-rezervátum, 2003
  - Selva Pisana, 2004
- Oroszország
  - Kaukázus, 1978
  - Oka völgye, 1978 (Part of Oka River Valley until 2000)
  - Szihote-Aliny, 1978
  - Centralno-csernozjom Bioszféra-rezervátum, 1978
  - Asztrahányi Bioszféra-rezervátum, 1984 (a Volga Deltában)
  - Kronotskiy Bioszféra-rezervátum, 1984 (a Kamcsatka félszigeten)
  - Lappföldi Bioszféra-rezervátum, 1984 (Monchegorszk-tól nyugatra)
  - Pechoro-llychskiy, 1984
  - Sajano-Susenszki Bioszféra-rezervátum, 1984
  - Sohongyinszki Bioszféra-rezervátum, 1984
  - Voronyezsi Bioszféra-rezervátum, 1984
  - Centralno-lesnoj Bioszféra-rezervátum, 1985
  - Bajkál Bioszféra-rezervátum, 1986 (a Bajkál Rezervátum része 2000-ig)
  - Centralno-Szibirszkij, 1986
  - Chernyje Zemli, 1993
  - Tajmir Bioszféra-rezervátum, 1995 (a Taimyr félszigeten)
  - Ubszu-Nur Medence, 1997
  - Daurszkij, 1997
  - Teberda, 1997 (közel Teberda városhoz a Kaukázusban)
  - Katuny Bioszféra-rezervátum, 2000
  - Priokszko-Terrasznyij, 1978 (az Oka folyóvölgy rész 2000-ig )
  - Barguzin Természetvédelmi Rezervátum, 1986 (a Lake Baikal része 2000-ig)
  - Nerusso-Desnianskoe-Polesie, 2001
  - Visimskiy Bioszféra-rezervátum, 2001
  - Vodlozero Bioszféra-rezervátum, 2001
  - Parancsnok-szigetek, 2002
  - Darvinszkij Bioszféra-rezervátum, 2002
  - Nyizsegorodszkoje Zavolzse, 2002
  - Szmolenszk-tóvidék, 2002
  - Jugra Nemzeti Park, 2002
  - Far East Marine Bioszféra-rezervátum, 2003
  - Kedrovaja Pad, 2004
  - Kenozersky Bioszféra-rezervátum, 2004
  - Valdaj Bioszféra-rezervátum, 2004
  - Hanka-tó Természeti Rezervátum, 2005
  - Raifa Forest Bioszféra-rezervátum, 2005
  - Sarali Land between Rivers Bioszféra-rezervátum, 2005
  - Közép-Volga, 2006
- Portugália
  - Paúl do Boquilobo Bioszféra-rezervátum
- Románia
  - Nagy-Pietrosz (Pietrosul Mare)
  - Retyezát-hegység
  - Duna-deltai bioszféra-rezervátum(wd) (Románia, Ukrajna)
- Spanyolország
  - Grazalema, 1977
  - Ordesa-Viñamala, 1977
  - Montseny Natúrpark, 1978
  - Doñana Nemzeti Park, 1980
  - Mancha Húmeda Bioszféra-rezervátum, 1980
  - Las Sierras de Cazorla y Segura Nemzeti Park, 1983
  - Marismas del Odiel Bioszféra-rezervátum, 1983
  - La Palma Bioszféra-rezervátum, 1983 (bővítés és névváltozás 1997-ben és 2002-ben)
  - Urdaibai Bioszféra-rezervátum, 1984
  - Sierra Nevada, 1986
  - Cuenca Alta del Río Manzanares Bioszféra-rezervátum, 1992
  - Lanzarote Bioszféra-rezervátum, 1993
  - Menorca Bioszféra-rezervátum, 1993 (zónaváltozás 2004-ben)
  - Sierra de las Nieves y su Entorno, 1995
  - Cabo de Gata-Nijar, 1997
  - Isla de El Hierro, 2000
  - Bardenas Reales természetvédelmi terület, 2000
  - Muniellos Bioszféra-rezervátum, 2000 (bővítés 2003-ban)
  - Somiedo, 2000
  - Redes Natúrpark, 2001
  - Las Dehesas de Sierra Morena, 2002
  - Terras do Miño, 2002
  - Valle de Laciana, 2003
  - Picos de Europa Nemzeti Park, 2003
  - Monfragüe Nemzeti Park, 2003
  - Valles del Jubera, Leza, Cidacos y Alhama Bioszféra-rezervátum, 2003
  - Babia Bioszféra-rezervátum, 2004
  - Área de Allariz Bioszféra-rezervátum, 2005
  - Gran Canaria, 2005
  - Sierra del Rincón Bioszféra-rezervátum, 2005
  - Los Valles de Omaña y Luna Bioszféra-rezervátum, 2005
  - Alto de Bernesga Bioszféra-rezervátum, 2005
  - Los Argüellos Bioszféra-rezervátum, 2005
  - Os Ancares 2006
  - Los Ancares Leoneses 2006
  - Las Sierras de Béjar y Francia 2006
  - Intercontinental BR of the Mediterranean 2006
- Svédország
  - Lake Torne Area (Abisko National Park)
  - Kristianstad Vattenrike
- Svájc
  - Swiss Nemzeti Park
  - Entlebuch Bioszféra-rezervátum
- Szerbia
  - Golija-Studenica Bioszféra-rezervátum
- Szlovákia
  - Szlovák-karszt
  - Polana Bioszféra-rezervátum
- Szlovénia
  - Julia-Alpok
  - Škocjan-barlangrendszer
- Ukrajna
  - Aszkanyija-Nova bioszféra-rezervátum(wd), 1985
  - Duna-deltai bioszféra-rezervátum(wd) (Románia, Ukrajna)
  - Fekete-tengeri bioszféra-rezervátum(wd), 1984
  - Gyesznai bioszféra-rezervátum
  - Kárpáti bioszféra-rezervátum(wd), 1992
  - Kelet-kárpáti bioszféra-rezervátum(wd) (Lengyelország, Szlovákia, Ukrajna)
  - Nyugat-poléziai bioszféra-rezervátum(wd)
  - Roztoccsja bioszféra-rezervátum(wd)[3]
- Határokon átnyúló bioszféra-rezervátumok
  - Krkokonose/Karkonosze Csehország és Lengyelország
  - Vosges du Nord/Pfälzerwald (Franciaország és Németország)
  - Tatra Lengyelország és Szlovákia
  - Kelet-kárpáti bioszféra-rezervátum(wd) Lengyelország Szlovákia és Ukrajna
  - Duna-deltai bioszféra-rezervátum(wd) Románia és Ukrajna

### Ausztrália és Óceánia
- Ausztrália
  - Croajingolong Nemzeti Park, 1977
  - Kosciuszko Nemzeti Park, 1977
  - Macquarie-sziget, 1977
  - Prince Regent folyó, 1977
  - Délnyugati Bioszféra-rezervátum, 1977
  - Unnamed Természetvédelmi Park, 1977
  - Uluru-Kata Tjuta Nemzeti Park Uluru (Ayers Rock – Mount Olga), 1977
  - Yathong, 1977
  - Fitzgerald folyó, 1978
  - Hattah-Kulkyne & Murray-Kulkyne, 1981
  - Wilsons Promontory Nemzeti Park, 1981
  - Bookmark Bioszféra-rezervátum, 1977, extended 1995
  - Mornington Peninsula and Western Port Bioszféra-rezervátum, 2004
  - Barkindji Bioszféra-rezervátum, 2005
  - Noosa, 2007
  - Great Sandy, 2015
- Indonézia
  - Cibodas, 1977
  - Komodo-szigetek Nemzeti Park, 1977
  - Lore Lindu, 1977
  - Tanjung Puting, 1977
  - Gunung Leuser Nemzeti Park, 1981
  - Siberut, 1981
  - Wakatobi, 2012
  - Bromo Tengger Semeru-Arjuno, 2015
  - Taka Bonerate-Kepulauan Selayar, 2015
- Palau
  - Ngaremeduu
- Mikronézia
  - Utwe